# Œuvre de la Miséricorde
L'Œuvre de la Miséricorde est une institution caritative fondée à Montpellier au XVIIe siècle par la congrégation laïque des Dames de la Miséricorde associée à la congrégation religieuse des Filles de la charité de Saint Vincent de Paul. Cette institution est à l'origine du bureau de bienfaisance créé après la Révolution française, puis du centre communal d’action sociale de Montpellier.

## Historique
L'histoire de cette institution débute après le siège de la ville de Montpellier par Louis XIII en 1622. Des femmes, soucieuses d’apporter aide et réconfort à la population éprouvée par les guerres de Religion, se réunissent pour cuisiner et apporter de la soupe (le « bouillon ») aux pauvres souffrant de maladies.
Ces femmes, issues de l’aristocratie locale et pour la plupart épouses ou filles de conseillers à la cour des comptes, aides et finances de Montpellier, sont secondées par les Filles de la charité de Saint-Vincent-de-Paul à partir de 1668. Grâce à ce renfort, l’Œuvre développe ses activités caritatives : portage de repas, soins à domicile, distribution de vêtements, visite de prisonniers, alphabétisation des petites filles, etc.
L’installation de l'institution rue de la Monnaie, dans la maison léguée par Anne de Conty d’Argencourt (maîtresse de Louis XIV et membre de l’Œuvre), permet à l’Œuvre de créer, en 1718, la pharmacie qui va fonctionner jusque dans les années 1960.
Sous la Révolution, les sœurs continuent leur activité ; l’Œuvre se perpétue ainsi à travers le bureau de bienfaisance nouvellement créé (1796).
En 1953, par fusion avec le bureau d'assistance créé par la loi de 1893, l'institution donne naissance au centre communal d'action sociale (CCAS).

## Patrimoine de l'Œuvre

### La pharmacie
Une apothicairerie (ancien nom d'une pharmacie) est créé lors de travaux d'alignement en 1745 ou 1771. Elle est ensuite installée dans l'ancien hôtel de la Monnaie en 1834 ; elle a fonctionné pendant la durée du Bureau de bienfaisance (1796 - 1953) puis du Bureau d'aide sociale (1953-1972).

### La chapelle
Une première chapelle est concédée à l'Œuvre le 18 août 1659 par François du Bosquet dans l'église Notre-Dame des Tables.
Plus tard, dans les années 1708-1710, l'Hôtel de la Monnaie s’étend notamment par l’achat de la maison Verchand sur laquelle sera élevée une fonderie ; cette dernière cèdera la place entre 1825 et 1830 à une nouvelle chapelle donnant sur la rue de la Monnaie, conçue par l’architecte Jacques Nanquette.

## Personnalités de l'Œuvre

### Les administrateurs de la Miséricorde
Les notables de la ville, magistrats, professeurs de médecine, architectes, propriétaires et négociants, se sont succédé à la tête de l'institution.
- Jean-Louis-Victor Broussonnet (1771-1846), professeur à la faculté de médecine, vice-président de l’Œuvre pendant près de trente ans, jusqu'à son décès ;
- Jean-Marie-Gilbert de Massilian (1796-1854) le remplace, conseiller à la Cour royale de Montpellier qui reste lui aussi en fonction jusqu’à son décès ;
- Étienne-Joseph Sicard (1765-1850), conseiller à la cour d’appel, administrateur de 1822 à 1845, est, comme Masilian, issu d’une famille de magistrats de la cour des comptes, aides et finances de Montpellier ;
- Henri René, propriétaire, président du conseil général de l’Hérault en 1838, apparaît comme administrateur de 1829 à 1855 ; il démissionne en raison de son âge et de son infirmité ;
- Esperonnier, président à la cour d’appel, administrateur depuis 1845, en remplacement de Sicard, démissionnaire ;
- Marcellin Raymond Durand (1808-1877), nommé administrateur en 1855, en remplacement de Massilian et le reste jusqu’à son décès ;
- Pierre Charles Caizergues (1755-1835), notaire, nommé receveur du bureau de bienfaisance en 1810, en devint administrateur en 1826, et démissionnaire en 1834 ;
- Marie Claire Caizergues, sa fille, était Fille de la Charité, attachée à la maison de la Miséricorde sous le nom de sœur Joseph, elle institua par testament l’Œuvre de la Miséricorde comme héritier général.

### Les Dames de la Miséricorde
Le recrutement des Dames de la Miséricorde, dites « sœurs de la Miséricorde » se fait dans l’aristocratie montpelliéraine, principalement au sein des familles des conseillers à la cour des comptes, aides et finances de Montpellier (cf. supra) :
- Marguerite de Ranchin, la première mère connue, est la fille d’Antoine de Ranchin (1574-1637), conseiller maître à la cour des comptes, aides et finances de Montpellier, et de Marguerite de Trinquaire, dont le père, André de Trinquaire, était conseiller maître à la chambre des comptes ;
- Constance de Rouch d’Arnoye, la trésorière qui assiste la première mère, est la veuve de Gabriel de Grasset, lui aussi conseiller à la cour des comptes, aides et finances.

Parmi les premières dames de la Miséricorde inscrites sur le registre commencé en 1658, se
distinguent notamment : 
- la duchesse de Verneuil, Charlotte Séguier de Villemor (1622-1704), fille du chancelier Pierre Séguier et épouse de Henri de Bourdon duc de Verneuil (1601-1682), fils légitimé d’Henri IV, gouverneur de la province à partir de 1666 ;
- la marquise de Castries, Isabeau de Bonzi, épouse de René Gaspard de La Croix, premier marquis de Castries en 1645 ;
- Madame d’Aguesseau, épouse d’Henri d’Aguesseau, intendant de la province de Languedoc de 1673 à 16859.

D'autres personnalités féminines locales sont également recensées :
- Madame de Plantade ;
- Madame de Cœurdechesne ;
- Madame de Solas ;
- Madame de Sarret ;
- Madame de Manse ;
- Madame de Becherand ;
- Madame de Ratte ;
- Madame de Beaulac ;
- Madame de Rignac ;
- Madame de Sartre ;
- Madame de Lespine ;
- Madame d’Aigrefeuille ;
- Madame de Claris ;
- Madame de Massanes ;
- Madame de Massilian ;
- Madame de Roux ;
- Madame Sicard ;
- etc.